# IBM 웹파운틴
웹파운틴(WebFountain)은 월드 와이드 웹의 비정형 데이터의 연구를 위해 IBM이 구현한 인터넷 해석기관이다. IBM은 웹파운틴을 다음과 같이 기술하고 있다:
| “ | . . . 상당한 양의 비정형, 반정형 텍스트를 수집, 저장, 분석하는 연구 기술의 집합이다. 확장 가능한 개방된 플랫폼 위에서 개발되며 데이터로부터 경향, 패턴, 관계의 발견을 가능케 한다. | ” |

이 프로젝트는 웹의 비정형 데이터를 지속적인 방식으로 분류, 해석하는 최초의 포괄적인 시도들 가운데 하나이다. IBM의 지원 연구원들은 웹 정보의 하위집합의 정확한 검색, 실시간 경향 분석, 웹의 이용 가능한 정보의 메타 수준 분석을 위한 새로운 시스템들을 탐구하고 있다.
다우 존스와 로이터가 소유한 정보 검색 회사 Factiva는 2003년 9월 웹파운틴을 라이선스하였으며 웹파운틴 엔진을 이용하여 회사의 명성을 측정하는 소프트웨어를 개발하고 있다.  Factiva는 연간 서비스 구독 비용으로 $200,000를 반복하여 제공한다.  Factiva는 그 이후로 다른 기술들을 탐구하기로 결정하였으며 웹파운틴과의 관계를 계속하고 있다.
웹파운틴은 미국 캘리포니아주의 베이 에어리어의 IBM의 Almaden 연구 캠퍼스에서 개발된다.
IBM은 UIMA(Unstructured Information Management Architecture)라는 이름의 소프트웨어를 개발하고 있으며 이를 사용하여 비정형 정보를 분석할 수 있다. 여러 문서를 통한 경향 분석을 수행하고 문서의 주제와 요지를 결정하는데 도움을 줄 수 있으며 비정형 문서의 퍼지(fuzzy) 검색을 허용한다.